# Mara Branković
Mara Branković (Vushtrri, ca. 1416 - 14 december 1487) was een dochter van de Servische despoot Đurađ Branković en de Byzantijnse Irene Kantakouzene. Ze maakte onderdeel uit van de harem van sultan Murad II.

## Biografie

### Afkomst en jeugd
Volgens historicus Donald M. Nicol werd Mara Brankovic geboren uit het huwelijk van Đurađ Branković met zijn eerste vrouw die een dochter was van de keizer van Trebizond, Johannes IV Komnenos. Hij plaatst haar geboorte rond 1412. Volgens George Cawley is ze een dochter van Irene Kantakouzene. Ter gelegenheid van het sluiten van vrede tussen de Serven en de Ottomanen schonk Đurađ Branković haar aan Murad II.

### Sultanina
Aan het Ottomaanse hof kreeg ze veel respect voor haar loyaliteit aan de interesses van Murad II. In 1438 werd ze door Murad II erop uitgestuurd om haar vader te bewegen zijn bondgenootschap met de Hongaren op te geven en de strijd tegen de Ottomanen te staken. Haar vader weigerde toe te geven aan de Ottomanen. Het jaar daarop trok Murad II op naar het Fort van Smederevo en begon het te belegeren. Op 18 augustus 1439 moesten de Serven zich overgeven. Haar broers werden gevangen genomen, maar in 1444 werden ze terug naar Servië gestuurd nadat er een nieuw akkoord was gesloten tussen Murad II en de Serven.
Nadat Murad II succesvol het kruisvaardersleger bij Varna had verslagen delegeerde hij veel van zijn taken aan zijn pas dertienjarige zoon Mehmed II. Murad trok zich terug in Manisa en nam waarschijnlijk Mara met zich mee. Soms moest hij terugkeren naar Adrianopel om militaire campagnes te leiden. In 1451 overleed hij vlak buiten de stad op 74-jarige leeftijd. Volgens Nicol was de verbintenis tussen hem en Mara Branković nooit geconsummeerd geweest.

### Amerissa[n 1]
De moeder van Mehmed II was al in 1449 overleden en tijdens zijn regering behandelde hij Mara Branković als zijn moeder en vroeg hij haar vaak om advies. Zelf sprak ze de wens uit om terug te keren naar Servië en onder begeleiding van boodschappers van haar vader keerde ze terug naar Servië. Een paar maanden na haar terugkeer werd er een poging ondernomen om haar uit te huwelijken aan keizer Constantijn XI Palaiologos Dragases, maar ze wees het aanbod af. Ze had zich voorgenomen om nadat ze vrij was gekomen van de sultan een kuis en celibatair leven te leiden. In 1454-1455 wees ze een nieuwe huwelijkskandidaat van haar vader af, ditmaal was het de Tsjechische kapitein Jovan Jiskra.
In 1456 overleed haar vader en een jaar later haar moeder. Haar broer Lazar Branković zou de hand hebben gehad in de dood van haar moeder en Mara besloot na zijn machtsovername uit Smederevo te vluchten samen met haar broer Grgur. Ze zocht de bescherming op van Mehmed II in Constantinopel. Mehmed zou in de jaren die volgden Servië veroveren en vervolgens kreeg Mara Branković haar eigen landerijen bij Ježevo, het moderne Dafni, nabij Serres. In maart 1459 schonk Mehmed II het bezit van het Sint-Sophiaklooster in Thessaloniki aan haar. Ze bleef haar hof houden in Ježevo en ambassadeurs uit West-Europa zochten haar daar vaak op, waaronder de Venetianen. Deze noemden haar "marengo del gran Turco" of "madregna del Imperador". In 1469 kwam haar zus Catherina bij haar wonen die weduwe was geworden. De twee vrouwen hielden gezamenlijk een onofficiële buitenlandse diplomatenpost en ze ontvingen ambassadeurs uit Ragusa, Venetië en Constantinopel. Tijdens de Ottomaans-Venetiaanse oorlog die in 1463 begon speelden ze een belangrijke rol als tussenpersonen tussen de strijdende partijen.
Daarnaast was Mara Branković een belangrijke beschermer van de orthodoxe kerk. Ze wist een van haar gunstelingen benoemd te krijgen tot Patriarch van Constantinopel. Daarnaast slaagde ze er ook in om de beenderen van de Bulgaarse heilige Ivan Rilski over te brengen naar het Rilaklooster. Ook onder de opvolger van Mehmed II, Bayezid II, wist ze in de gunst te blijven. Mara Branković overleed op 14 september 1487 en werd begraven in het klooster van Eikosiphoinissa.

## In moderne media
In de Netflix docu-dramaserie Rise of Empires: Ottoman werd de rol van Mara Branković gespeeld door de Turkse actrice Tuba Büyüküstün.